# Arrondissement administratif de Bastogne
L'arrondissement administratif de Bastogne est un des cinq arrondissements administratifs de la province belge de Luxembourg, situés en Région wallonne. Sa superficie est de 1 046,60 km2 et il compte un peu plus de 51 000 habitants.
L’arrondissement fait partie de l’arrondissement judiciaire du Luxembourg.

## Géographie

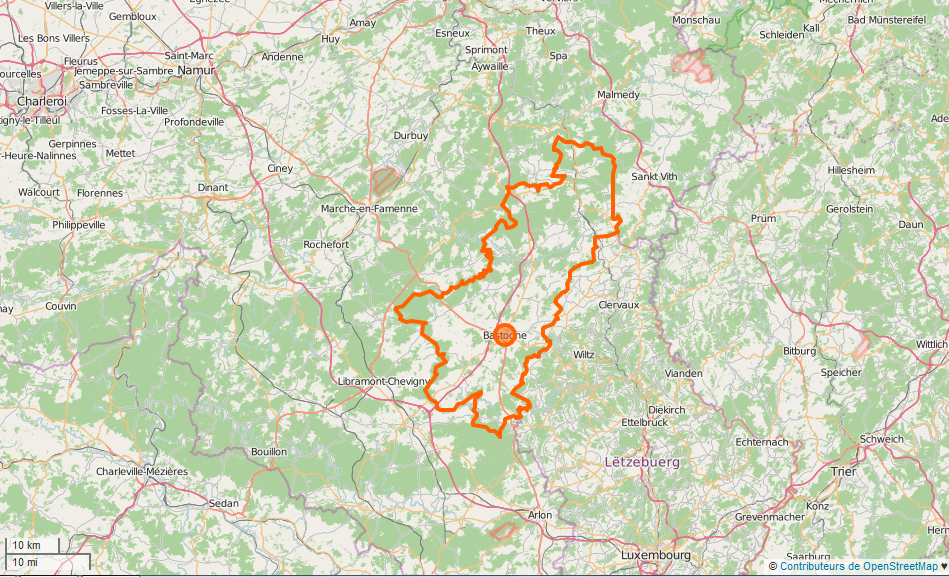
Limite administrative.

L’arrondissement se situe dans le Nord-Est de la province. Il est délimité à l’est par la frontière luxembourgeoise qui le sépare des cantons de Clervaux, Wiltz et Redange. Au nord il est limitrophe de l’arrondissement de Verviers en province de Liège.

### Entités limitrophes
|                                    | Arr. de Verviers           | Canton de Clervaux (L) |
| Arr. de Marche Arr. de Neufchâteau | Arrondissement de Bastogne | Canton de Wiltz (L)    |
|                                    | Arr. d’Arlon               | Canton de Redange (L)  |

## Histoire
L'arrondissement de Bastogne a été créé en 1823 lors du rassemblement des cantons de Bastogne, Fauvillers, Houffalize et Sibret pris sur l'arrondissement de Neufchâteau ainsi que de quelques communes des arrondissements de Marche-en-Famenne et Diekirch.
En 1843, lors de la fixation définitive de la frontière avec le Luxembourg, quelques petits territoires ont été rattachés à l'arrondissement.
En 1905 eurent lieu quelques rectifications de frontière entre les communes de Tintange et Villers-la-Bonne-Eau et le Luxembourg.
En 1977, les communes de Juseret et Lavacherie furent prises sur l'arrondissement de Neufchâteau. La commune d'Arbrefontaine fut cédée à l'arrondissement de Verviers contre un échange de petits territoires. De même, une partie de Flamierge fut cédée à l'arrondissement de Marche-en-Famenne.
Jusqu’au 1er avril 2014, toutes les communes de l’arrondissement appartenaient à l'arrondissement judiciaire de Neufchâteau, à l'exception des communes septentrionales de Gouvy, Houffalize et Vielsalm qui appartenaient à celui de Marche-en-Famenne.
Le 2 décembre 2024, Bertogne fusionne avec Bastogne.

## Communes et leurs sections

### Communes
- Bastogne
- Fauvillers
- Gouvy
- Houffalize
- Sainte-Ode
- Vaux-sur-Sûre
- Vielsalm

### Sections
- Amberloup
- Bastogne
- Beho
- Bertogne
- Bihain
- Bovigny
- Cherain
- Fauvillers
- Flamierge
- Grand-Halleux
- Hollange
- Hompré
- Houffalize
- Juseret
- Lavacherie
- Limerlé
- Longchamps
- Longvilly
- Mabompré
- Mont
- Montleban
- Morhet
- Nadrin
- Nives
- Noville
- Petit-Thier
- Sibret
- Tailles
- Tavigny
- Tillet
- Tintange
- Vaux-lez-Rosières
- Vielsalm
- Villers-la-Bonne-Eau
- Wardin
- Wibrin

## Démographie
- Source : statbel — de 1830 à 1970 : recensement au 31 décembre ; à partir de 1980 : au 1er janvier[1]